# Semiendliche Von-Neumann-Algebra
Semiendliche Von-Neumann-Algebren werden im mathematischen Teilgebiet der Funktionalanalysis untersucht. Es handelt sich um Von-Neumann-Algebren ohne Typ III-Anteil.

## Definition
Jede Von-Neumann-Algebra {\displaystyle A} enthält eine größte Orthogonalprojektion {\displaystyle p_{\infty }} in ihrem Zentrum, so dass {\displaystyle p_{\infty }A} eine Von-Neumann-Algebra vom Typ III ist. {\displaystyle A} heißt semiendlich, falls {\displaystyle p_{\infty }=0}.

## Beispiele
- Endliche Von-Neumann-Algebren sind semiendlich.
- Abelsche Von-Neumann-Algebren sind semiendlich.
- Typ I- und Typ II Von-Neumann-Algebren sind semiendlich.
- Die Von-Neumann-Algebra aller stetigen, linearen Operatoren auf einem Hilbertraum ist semiendlich.

## Eigenschaften

### Spuren
Semiendliche Von-Neumann-Algebren {\displaystyle A} zeichnen sich dadurch aus, dass sie ein semiendliches, normales, treues Spurgewicht besitzen, das heißt, es gibt eine Abbildung {\displaystyle \phi \colon A^{+}\rightarrow [0,\infty ]} auf der Menge der positiven Elemente von {\displaystyle A}  mit folgenden Eigenschaften:
- {\displaystyle \phi (a+\lambda b)=\phi (a)+\lambda \phi (b)} für alle {\displaystyle a,b\in A^{+}} und {\displaystyle \lambda \in \mathbb {R} ^{+}} mit den üblichen Konventionen für das Rechnen mit unendlich.
- {\displaystyle \phi (u^{*}au)=\phi (a)} für alle {\displaystyle a\in A^{+}} und alle unitären Elemente {\displaystyle u\in A}.
- Für jedes {\displaystyle a\in A^{+}} ist {\displaystyle \phi (a)} das Supremum der {\displaystyle \phi (b)} mit {\displaystyle b\in A^{+}}, {\displaystyle b\leq a} und {\displaystyle \phi (b)<\infty } (Semiendlichkeit der Spur).
- Für jedes aufsteigende Netz {\displaystyle \textstyle (a_{i})_{i\in I}} in {\displaystyle A^{+}} mit Supremum {\displaystyle a\in A^{+}} gilt {\displaystyle \textstyle \phi (a)=\sup _{i\in I}\phi (a_{i})} (Normalität der Spur).
- Für jedes {\displaystyle a\in A^{+}} folgt {\displaystyle a=0} aus {\displaystyle \phi (a)=0} (Treue der Spur).

Im unten angegebenen Lehrbuch Von Neumann Algebras von Jacques Dixmier ist dies die Definition der semiendlichen Von-Neumann-Algebren.

### Vererbungseigenschaften
Die Kommutante einer semiendlichen Von-Neumann-Algebra ist wieder semiendlich.
Eine Von-Neumann-Algebra ist genau dann semiendlich, wenn sie isomorph zu einer Von-Neumann-Algebra ist, deren Kommutante eine endliche Von-Neumann-Algebra ist.
Tensorprodukte endlich vieler semiendlicher Von-Neumann-Algebren sind wieder semiendlich. Beliebige direkte Produkte semiendlicher Von-Neumann-Algebren sind wieder semiendlich.
Da die Algebra {\displaystyle L(H)} aller beschränkten, linearen Operatoren auf einem Hilbertraum semiendlich ist, kann es keine Vererbung dieser Eigenschaft auf Unteralgebren geben, denn jede Von-Neumann-Algebra ist ja Unteralgebra einer solchen Algebra {\displaystyle L(H)}.

### Hilbert-Algebren
Die seminendlichen Von-Neumann-Algebren sind genau diejenigen von Neumann-Algebren, die isomorph zur links-assoziierten Von-Neumann-Algebra einer Hilbertalgebra sind.

### Tomita-Takesaki-Theorie
In der Tomita-Takesaki-Theorie zeigt man, dass eine Von-Neumann-Algebra genau dann semiendlich, wenn ihre modulare Gruppe inner ist. Genauer gilt:
Ist {\displaystyle \varphi } ein treuer, normaler Zustand auf einer Von-Neumann-Algebra {\displaystyle A} und {\displaystyle t\mapsto \sigma _{t}^{\varphi }} die zugehörige modulare Gruppe, so ist {\displaystyle A} genau dann semiendlich, wenn es einen im Allgemeinen unbeschränkten, positiven und injektiven Operator {\displaystyle h} gibt mit
1. {\displaystyle h=uhu^{*}} für alle unitären Operatoren {\displaystyle u\in A^{'}}
2. {\displaystyle \sigma _{t}^{\varphi }(a)=h^{it}ah^{-it}} für alle {\displaystyle t\in \mathbb {R} } und {\displaystyle a\in A}.[7]

Wäre {\displaystyle h} beschränkt, so würde dieser Operator gemäß der ersten Bedingung mit jedem unitären Operator aus der Kommutante {\displaystyle A^{'}} kommutieren, und daher mit jedem Operator aus {\displaystyle A^{'}}, und er wäre daher nach dem Bikommutantensatz ein Element aus {\displaystyle A}. In diesem Sinne "gehört" also der unbeschränkte Operator {\displaystyle h} zu {\displaystyle A}.  Mit dem unbeschränkten Borel-Funktionalkalkül ergibt sich, dass die Operatoren {\displaystyle h^{it}} unitäre Operatoren aus {\displaystyle A} sind, das heißt, die {\displaystyle \sigma _{t}^{\varphi }} sind innere Automorphismen.